# الإخوة (مسلسل 2014)
الإخوة مسلسل تلفزيوني دراما عربي، يتكون من 116 حلقة؛ مقتبسة عن مسلسل التشيلي
Hijos Del Monte حيث تمتد كل واحدة على طول 40 دقيقة، والملاحظ مشاركة العديد من نجوم السينما والتمثيل على غرار تيم حسن، باسل خياط، أحمد فهمي وغيرهم. وهو من إخراج كل من سيف الدين سبيعي وسيف الشيخ نجيب ومن إنتاج عام 2014.

## قصة المسلسل
يظن الإخوة الخمسة أن حياتهم أصبحت أفضل بعد أن ورث كل منهم عن والدهم المتوفى (فريد نوح) تركة كثيرة ، في تلك الأثناء تظهر الابنة الغير شرعية ميرا (أمل بشوشة) ، للاستحواذ على تركة والدها (نوح) ، ومستندة على ذلك الفيديو المصور الذي يوصي فيه (فريد نوح) في أيامة الأخيرة بالنصيب الأكبر من ثروته لها ، وتتوالى الأحداث بين صراعات ، ومؤامرات تهز منزل العائلة . 

## بطولة
| الاسم                  | الدور |
| ---------------------- | ----- |
| تيم حسن                | نور   |
| باسل خياط              | أمير  |
| قيس الشيخ نجيب         | فادي  |
| أحمد فهمي              | هاني  |
| محمود نصر              | مجد   |
| أمل بوشوشة             | ميرا  |
| نادين الراسي           | ماريا |
| نشوى مصطفى             | نجوى  |
| رجاء الجداوي           | ميرفت |
| كارمن لبس              | فاتن  |
| محمد حداقي             | كرم   |
| رانيا يوسف \ ميس حمدان | سارة  |
| سلوم حداد              | أسيل  |
| لينا دياب              | ماسة  |
| كارلا بطرس             | رحاب  |
| يزن السيد              | ميّار  |
| باسل الزارو            | شادي  |